# Keraymonia
Keraymonia es un género de plantas herbáceas perteneciente a la familia de las apiáceas.  Comprende 4 especies descritas.

## Taxonomía
El género fue descrito por Michel A. Farille y publicado en Candollea 40(2): 528. 1985. La especie tipo es: Keraymonia nipaulensis Cauwet & Farille

## Especies
A continuación se brinda un listado de las especies del género Keraymonia descritas hasta julio  de 2013, ordenadas alfabéticamente. Para cada una se indica el nombre binomial seguido del autor, abreviado según las convenciones y usos.
- Keraymonia cortiformis Cauwet & S.B.Malla
- Keraymonia nipaulensis Cauwet & Farille
- Keraymonia pinnatifolia M.F.Watson
- Keraymonia triradiata Cauwet & Farille